# Zölkow
Zölkow település Németországban, Mecklenburg-Elő-Pomeránia tartományban. Lakosainak száma 748 fő (2023. december 31.). Zölkow Obere Warnow és Mestlin községekkel határos.

## Népesség
A település népességének változása:
| Lakosok száma | 784  | 762  | 752  | 747  | 748  |
|               | 2017 | 2019 | 2021 | 2022 | 2023 |